# Anauxesida nimbae
Anauxesida nimbae är en skalbaggsart. Anauxesida nimbae ingår i släktet Anauxesida och familjen långhorningar.

## Underarter
Arten delas in i följande underarter:
- A. n. nimbae
- A. n. decellei